# Władysław Wiatr (szopkarz)
Władysław Wiatr (ur. 1908, zm. 20 maja 1962) – szopkarz krakowski, z zawodu strażnik monopolu spirytusowego. W konkursie szopek krakowskich brał udział w latach 1957–1961. Był trzykrotnym laureatem I nagrody w konkursie (lata 1958, 1959, 1960). W roku 1957 i 1961 zdobył II nagrodę w konkursie. 
Wuj Kazimierza Wiatra. 